# SingStar Series Animaciones y Anime
SingStar Series Animaciones y Anime es un juego de karaoke del sistema PlayStation 3 publicado por Sony Computer Entertainment Europe y desarrollado por SCEE y London Studio. Esta es la próxima 15.ª entrega en la saga SingStar para PlayStation 3

## SingStar Series Animaciones y AnimeLista de canciones

### Lista Española
| Serie/Anime                  | Canción                                                | Observaciones                                 |
| ---------------------------- | ------------------------------------------------------ | --------------------------------------------- |
| SingStar Canciones Disney    |                                                        |                                               |
| American Dad!                | "Worst Place in the World"                             | Dueto: Francine / Stan (en inglés)            |
| Bob Esponja                  | "Bob Esponja"                                          | Dueto: Capitán / Niños                        |
| Código Lyoko                 | "A world without danger"                               | (en inglés)                                   |
| David el Gnomo               | "Soy un Gnomo"                                         |                                               |
| Delfy y sus amigos           | "Delfy"                                                |                                               |
| Doraemon                     | "Ojala mi sueño se hiciera realidad"                   |                                               |
| Doraemon                     | "Mariposas"                                            | Dueto: Mariposas / Shizuka, Nobita y Doraemon |
| En busca del valle encantado | "Todos Juntos"                                         | Dueto: Ali, etc / Cera, etc                   |
| Erase una vez... El hombre   | "Erase una vez"                                        |                                               |
| Heidi                        | "Heidi"                                                |                                               |
| Isami                        | "Atomi"                                                | (en japonés)                                  |
| La Abeja Maya                | "En un país multicolor"                                |                                               |
| La Sirenita                  | "Bajo El Mar"                                          |                                               |
| La Sirenita                  | "Bésala"                                               | Dueto: Sebastián / Coros                      |
| Los Aristogatos              | "Todos Quieren Ser Ya Gatos Jazz!"                     | Dueto: Tomás / Gato Jazz                      |
| Lum                          | "Canción de Lum"                                       | (en japonés)                                  |
| Los Fruittis                 | "Somos blancos, somos verdes, somos negros y amarillo" |                                               |
| Los Fruittis                 | "Brilla ahí el sol"                                    |                                               |
| Los Padrinos Mágicos         | "Hay Un Amigo En Mí"                                   |                                               |
| Los Simpsons                 | "We put the spring in Spirngfield"                     | Dueto: Hombres / mujeres (en inglés)          |
| 101 dálmatas                 | "Cruella De Vil"                                       | (en inglés)                                   |
| Aladdín                      | "Un Mundo Ideal"                                       | Dueto: Aladdin / Yasmin                       |
| El Libro de la Selva         | "Quiero Ser Como Tú"                                   | Dueto: Baloo / Rey Louie                      |
| El Libro de la Selva         | "Busca Lo Más Vital"                                   |                                               |
| El Rey León                  | "El Ciclo de la Vida"                                  | Dueto: Voz Principal / Coros                  |
| El Rey León                  | "Voy A Ser El Rey León"                                |                                               |
| La Bella Durmiente           | "Eres Tú El Príncipe Azul"                             | Dueto: Aurora / Felipe                        |
| La Bella Durmiente           | "Me Pregunto"                                          |                                               |
| La bella y la bestia         | "La bella y la bestia"                                 |                                               |
| La Cenicienta                | "Bibbidi-Babbidi-Boo"                                  |                                               |
| La Cenicienta                | "La Canción del Trabajo"                               |                                               |
| La Dama y El Vagabundo       | "Vagabundo"                                            |                                               |
| La Sirenita                  | "Bajo El Mar"                                          |                                               |
| La Sirenita                  | "Bésala"                                               | Dueto: Sebastián / Coros                      |
| Los Aristogatos              | "Todos Quieren Ser Ya Gatos Jazz!"                     | Dueto: Tomás / Gato Jazz                      |
| Peter Pan                    | "Por Donde Tu Vayas"                                   |                                               |
| Peter Pan                    | "Volarás, volarás, volarás"                            |                                               |
| Tarzán                       | "Hijo de Hombre"                                       |                                               |
| Toy Story                    | "Hay Un Amigo En Mí"                                   |                                               |
| Winnie Pooh                  | "Winnie The Pooh"                                      | (en inglés)                                   |